# 愛德華·凱利 (罪犯)
愛德華·凱利（英語：Edward Kelley）是美國一名因參與2021年1月6日國會山莊騷亂而知名的已定罪重犯，後來更被控串謀謀殺多名負責調查該騷亂的執法人員。
2024年11月8日，凱利因涉及國會山莊騷亂被判11項罪名成立，包括3項重罪及8項輕罪，當中涉及擾亂公共秩序、破壞政府財產，以及襲擊、抗拒或妨礙執法人員。其後在同年11月20日，他再被判串謀謀殺聯邦雇員、教唆暴力犯罪，以及以威脅方式影響聯邦官員等罪名成立。
2025年1月20日，即美國總統當勞·特朗普展開第二次總統任期的首日，凱利與幾乎所有其他參與國會山莊騷亂的被告一同獲得特赦，但該特赦並不包括他涉及串謀謀殺的罪行。至2025年7月2日，凱利最終被判處終身監禁。

## 生平
在國會山莊騷亂發生時，凱利是來自田納西州馬里維爾的美國海軍陸戰隊退役軍人。他曾先後被派往伊拉克及阿富汗，服役八年，並於2015年退伍。此外，凱利亦是一名反墮胎活動人士。

## 國會山莊騷亂
2021年1月6日，凱利在華盛頓特區參與國會山莊騷亂。期間，他戴著防毒面具，與另外兩名騷亂參與者合力將一名美國國會警察推倒在地。之後，他推拉金屬路障，並最終與群眾一同突破警方防線。到達參議院側門外時，凱利在下午約2時13分用木板擊破窗戶並進入。他是第4名闖入國會的騷亂參與者。進入後，他踢開參議院側門，並在更多騷亂參與者湧入時持續推進，甚至曾追逐美國國會警察尤金·古德曼，並與對方在樓梯對峙。凱利在國會大廈內逗留約40分鐘，最後於下午2時54分從圓形大廳離開。
2022年5月5日，凱利在田納西州被捕；一星期後，他以個人保證形式獲釋。2024年11月8日，經兩天無陪審團審訊後，美國地方法官科琳·科勒-科特利裁定凱利妨礙公務罪名不成立，但裁定其餘11項罪名成立：當中包括3項重罪——擾亂社會秩序、破壞政府財產，以及襲擊、抗拒或妨礙執法人員——以及8項輕罪。凱利原定於2025年4月7日宣判，不過於2025年1月20日，即當勞·特朗普展開第二次總統任期的首日，已獲特赦。

## 追加控罪
2022年12月16日，凱利與來自田納西州諾克斯維爾、26歲的保安人員奧斯汀·卡特一同被控串謀、報復聯邦官員、跨州發出威脅訊息，以及教唆暴力犯罪。在審前期間，凱利一直被羈押，不得保釋。
凱利在等待國會山莊騷亂相關指控審訊時，策劃謀殺多名參與調查的執法人員，當中包括聯邦調查局、田納西州調查局及田納西州公路巡警的職員。他列出一份包含37名執法人員的「暗殺名單」，並交給一名共謀者。該共謀者其後承認串謀罪，並供稱他與凱利曾計劃以汽車炸彈和綁有燃燒裝置的無人機，襲擊FBI位於諾克斯維爾的外勤辦事處。該人亦透露，他們曾計劃在執法人員家中或公眾場所暗殺FBI職員。在一段錄音中，凱利更指示：「要摧毀他們的辦公室」、「如果我被捕，要盡可能招募更多人」，並強調：「你們沒有時間訓練或協調，但每一次攻擊都必須造成重創。」
2024年11月20日，經三天審訊後，陪審團僅用一小時便裁定凱利串謀謀殺聯邦雇員、教唆暴力犯罪，以及以威脅方式影響聯邦官員等罪名成立。凱利原定於2025年5月7日宣判，聯邦檢察官因其毫無悔意，建議判處終身監禁。雖然凱利聲稱特朗普對1月6日參與者頒布的全面特赦應適用於這些串謀指控，但美國司法部及聯邦地方法官湯馬斯·A·瓦蘭均駁回此理據。瓦蘭法官亦否決凱利因證據不足而提出的新審理申請。
2025年7月2日，瓦蘭最終判處凱利終身監禁，並拒絕其保釋等候上訴的請求。其共謀者奧斯汀·卡特原面臨同樣刑期，但因接受認罪協議，刑期最高為10年，預計將於2025年8月4日宣判。